# Lüliang
Lüliang (吕梁 ; pinyin : Lǚlíang) est une ville de l'ouest de la province du Shanxi en Chine.

## Subdivisions administratives
La ville-préfecture de Lüliang exerce sa juridiction sur treize subdivisions - un district, deux villes-districts et dix xian :
- le district de Lishi - 离石区 Líshí Qū ;
- la ville de Xiaoyi - 孝义市 Xiàoyì Shì ;
- la ville de Fenyang - 汾阳市 Fényáng Shì ;
- le xian de Wenshui - 文水县 Wénshuǐ Xiàn ;
- le xian de Zhongyang - 中阳县 Zhōngyáng Xiàn ;
- le xian de Xing - 兴县 Xīng Xiàn ;
- le xian de Lin - 临县 Lín Xiàn ;
- le xian de Fangshan - 方山县 Fāngshān Xiàn ;
- le xian de Liulin - 柳林县 Liǔlín Xiàn ;
- le xian de Lan - 岚县 Lán Xiàn ;
- le xian de Jiaokou - 交口县 Jiāokǒu Xiàn ;
- le xian de Jiaocheng - 交城县 Jiāochéng Xiàn ;
- le xian de Shilou - 石楼县 Shílóu Xiàn.